# لگونیتاس-فارست نلز (کالیفرنیا)
لگونیتاس-فارست نلز (به انگلیسی: Lagunitas-Forest Knolls) یک منطقهٔ مسکونی در ایالات متحده آمریکا است که در شهرستان مارین، کالیفرنیا واقع شده‌است. لگونیتاس-فارست نلز ۱۱٫۰۰۰ کیلومتر مربع مساحت و ۱٬۸۱۹ نفر جمعیت دارد.